# Колос (Асканія-Нова)
Футбольний клуб «Ко́лос» ОТГ Асканія-Нова — аматорський український футбольний клуб із смт Асканія-Нова Чаплинського району Херсонської області. Заснований 1975 року. До 2017 року предаставляв с. Хлібодарівка того ж району. Клуб брав участь у Чемпіонаті Херсонської області, Кубку Херсонської області, Чемпіонаті України серед аматорів та Кубку України серед аматорів. Домашні матчі приймав на стадіоні «Колос» (Асканія-Нова).

## Історія клубу
Команду було створено 1975 року. Ініціатором такого створення виступив Віталій Казимирович Свінціцький, який як футболіст віддав цій команді 25 років, а з 2000 року зосередився на тренерській та президентській роботі.

## Досягнення
Чемпіонат Херсонської області:
 Переможець (2): 2015, 2016
 Срібний призер (2): 2013, 2017
 Бронзовий призер (2): 2011, 2014
 Кубок Херсонської області:
 Володар (4): 2014, 2016, 2017, 2019
 Фіналіст (2): 1995, 2013
 Суперкубок Херсонської області:
 Володар (2): 2015, 2016
 Всеукраїнські змагання серед ФСТ «Колос»:
 Фіналіст: 1995
 Кубок України серед аматорів:
- 1/4 фіналу: 2011, 2013
- 1/8 фіналу: 2012, 2015
- 1/16 фіналу: 2016/17, 2017/18

 Чемпіонат України серед аматорів:
- 2013: 5 місце (з 6 команд) в групі 4
- 2016: 2 місце (з 4 команд) в групі 6
- 2018/19: 11 місце (з 12 команд) в групі 3